# Somssich József (miniszter)
Saárdi gróf Somssich József Adolf (Graz, 1864. december 19. – Budapest, 1941. január 22.) legitimista politikus, politikus, császári és királyi kamarás, diplomata, magyar királyi külügyminiszter, vatikáni magyar követ.

## Élete
Somssich Adolf gróf (1839–1919) huszárfőhadnagy és Somssich Teréz grófnő (1844–1900) legidősebb gyermekeként született a stájerországi Grazban. Édesanyja révén Somssich József festőművész unokája, és Somssich László mezőgazdász elsőfokú unokatestvére. Középiskolai tanulmányai után egyetemi jogi tanulmányokat folytatott, majd állam- és jogtudományokból doktorált. 1888-ban segédfogalmazóként kezdte meg köztisztviselői pályáját. 1898-ban külügyi szolgálatba lépett, előbb követségi attaché, majd 1912-től követ, 1919. szeptemberétől pedig a Friedrich-kormány külügyminisztere volt. Miniszteri tisztségét a Huszár-kormányban is megtartotta, majd 1920 márciusában az egész kormánnyal együtt mondott le. Ezt követően Magyar Királyság vatikáni követe lett, négy évig képviselte Magyarországot, majd 1924-ben nyugállományba vonult.

## Házassága
1913-ban vette feleségül magyarszőgyéni és szolgaegyházi gróf Szőgyény-Marich Kamilla (1876–1966) csillagkeresztes hölgyet, Szőgyény-Marich László az Osztrák-Magyar Monarchia németországi nagykövetének leányát, de gyermekük nem született.

## Művei
- Magyarország agrárpolitikája az önellátásra beállított világgazdaságban; Szalay S. Ny., Bp., 1940